# Chrysochloris asiatica
Chrysochloris asiatica е вид бозайник от семейство Златни къртици (Chrysochloridae).

## Разпространение
Видът е разпространен в Южна Африка.